# Podlesianka Katowice
LGKS 38 Podlesianka Katowice – polski klub piłkarski z Katowic-Podlesia, założony w 1938 roku. W sezonie 2025/2026 występujący w IV lidze, gr. śląskiej.
Klub piłkarski w Podlesiu został założony w 1938 roku, a inicjatorem jego powstania był Władysław Kałuża. Pierwszym prezesem wybrano Wilhelma Brożka. Zespół powstał na bazie istniejącego już wcześniej „Strzelca”. II wojna światowa przerwała funkcjonowanie klubu, ale po wojnie został on reaktywowany dzięki inicjatywie Izydora Żemły. Pierwszym powojennym prezesem klubu był natomiast Maciej Jargoń.
W latach 1954–1958 zespół występował na trzecim poziomie ligowym, a w roku 1955 walczył w grupie barażowej o awans do II ligi, jednak w decydującym meczu przegrał ze Spartą Lubań. Później drużyna grała już tylko na niższych szczeblach rozgrywkowych. W 2021 roku klub awansował do IV ligi. W sezonie 2023/24 klub zajął pierwsze miejsce w IV lidze (grupa śląska I), a po dwumeczu barażowym z drugą drużyną Podbeskidzia Bielsko-Biała awansował do III ligi.
Wychowankami klubu byli m.in. Adam Olczak. Z Podlesianką związani byli także Jerzy Nikiel i Bolesław Holecki. W 2022 roku w klubie swoją karierę piłkarską zakończył Seweryn Gancarczyk.

## Obecny skład
Stan na 30 lipca 2024
| Nr | Poz. | Piłkarz            |
| -- | ---- | ------------------ |
|    |      |                    |
| 1  | BR   | Artur Tomanek      |
| 25 | BR   | Oskar Wróbel       |
| 33 | BR   | Wiktor Lipiec      |
| 54 | BR   | Marcel Owsiński    |
| 5  | OB   | Mateusz Wacławski  |
| 6  | OB   | Jakub Roj          |
| 13 | OB   | Sebastian Kopeć    |
| 18 | OB   | Łukasz Winiarczyk  |
| 24 | OB   | Przemysław Żemła   |
| 32 | OB   | Miłosz Krzak       |
| 69 | OB   | Kajetan Kunka      |
| 97 | OB   | Dawid Pasieka      |
| 4  | PO   | Maciej Stachoń     |
| 7  | PO   | Bartosz Nowotnik   |
| 8  | PO   | Łukasz Grzeszczyk  |
| 10 | PO   | Daniel Paszek      |
| 15 | PO   | Max Śliwiński      |
| 23 | PO   | Marcin Rosiński    |
| 28 | PO   | Michał Joachimczyk |
| 45 | PO   | Adam Łaski         |
| 77 | PO   | Maciej Niesyto     |
| 11 | NA   | Alan Lubaski       |
| 30 | NA   | Jacek Jarnot       |
| 68 | NA   | Oleksi Sivtsev     |